# 野上豊一郎
野上 豊一郎（のがみ とよいちろう、1883年9月14日 - 1950年2月23日）は、日本の英文学者、能楽研究者。「臼川」（きゅうせん）と号した。法政大学総長を務め、能研究の発展にも多大な寄与をした。レジョンドヌール・オフィシェ勲章受章者。

## 経歴
1883年、大分県臼杵市生まれ。臼杵中学、第一高等学校を経て1908年に東京帝国大学文科大学英文科を卒業。同級生に安倍能成・藤村操・岩波茂雄がいて、共に夏目漱石に師事した。
東京帝大卒業後、国民新聞社の文芸記者となる。1909年に法政大学講師となり、1920年に同大学教授となる。予科長・学監・理事を歴任し、森田草平・内田百閒・井本健作など漱石門下の文学者を教授陣に招聘するが、1933年に学内紛争（法政騒動）で辞職（1941年復職）。1939年に文学博士の学位を受ける。終戦直後の1946年に法政大学総長に選ばれ、戦争で被害を受けた大学の復興にあたった。総長在任中の1950年に脳出血のため世田谷区成城の自宅で死去。墓所は鎌倉市の東慶寺。
バーナード・ショーなどイギリス演劇の研究と紹介を行う傍ら、能楽の研究と海外への紹介にも尽力した。1938年には日英交換教授として外務省から派遣され、ケンブリッジ大学などで世阿弥を講義し、自ら監修した能としては初のトーキー作品『葵上』を紹介して反響を呼んだ。岩波文庫で世阿弥や謡曲の校訂版を、岩波新書で『能の話』を出版したほか、没後、収集した資料を基にして「野上記念法政大学能楽研究所」が作られた。また近年書肆心水で、能楽関連の『野上豊一郎批評集成』が刊行されている。

## 家族・親族
- 妻は同郷の小説家・野上弥生子。
- 長男：野上素一はイタリア文学者・京大教授。
- 次男：野上茂吉郎は物理学者・東大教授。その妻・正子は高野岩三郎・バルバラ夫妻の三女。
- 三男：野上耀三は東京大学教授・物理学者。その妻・三枝子は市河三喜・晴子（渋沢栄一の孫）夫妻の一人娘。哲学者の長谷川三千子は孫（耀三の娘）にあたる。

## 著書
- 『巣鴨の女』野上臼川 春陽堂 1912年
- 『能 研究と発見』岩波書店 1930年、復刊1982年
- 『能の再生』岩波書店 1935年
- 『世阿弥元清』創元社 1938年
- 『草衣集』相模書房 1938年
- 『翻訳論 翻訳の理論と実際』岩波書店 1938年
- 『能の話』岩波新書 1940年、度々再版
- 『クレオパトラ エジプトの王たちと女王たち』丸岡出版社 1941年。冨山房百科文庫 1979年
- 『西洋見学』日本評論社 1941年
- 野上弥生子共著『朝鮮 台湾 海南諸港』拓南社 1942年。復刻：大空社 1998年
- 『能の幽玄と花』岩波書店 1943年
- 『能面論考』小山書店 1944年
- 『太郎冠者行状』生活社 1946年
- 『謡曲鑑賞』目黒書店 1946年
- 『大臣柱』能楽書林 1947年
- 『シェバの女王』東京出版 1947年
- 『花伝書研究』小山書店 1948年
- 『エヂプトの驚異』要書房 1948年
- 『観阿弥清次』要書房 1949年
- 『バーナード・ショー』東京堂 1949年
- 『山荘往来　野上豊一郎 野上弥生子　往復書簡』宇田健編、岩波書店 1995年
- 『太郎冠者・山伏行状記』桧書店 2002年
- 『能とは何か 野上豊一郎批評集成 上・下』書肆心水 2009年
- 『観阿弥清次　世阿弥元清　野上豊一郎批評集成 人物篇』書肆心水 2010年
- 『精解・風姿花伝　野上豊一郎批評集成 文献篇』書肆心水 2012年

### 能楽関連の校訂・編
- 世阿弥『花伝書』岩波文庫 1927年、のち『風姿花伝』西尾実校訂
- 世阿弥『能作書・覚習条条・至花道書』岩波書店 1931年 のち岩波文庫
- 世阿弥『申楽談義』岩波文庫 1934年
- 『謡曲選集 読む能の本』岩波文庫 1935年、復刊1986年
- 『能面』 岩波書店 1937年
- 『能二百四十番 主題と構成』（編）丸岡出版社 1943年
- 『謡曲全集』（編）全6巻 中央公論社 1935-36年、再版1949-51年
- 『能楽全書』（編）三宅襄改訂、全5巻 創元社 1952-54年。新訂版・東京創元社 全7巻

### 翻訳
- バーナード・ショオ『結婚論』新潮社 1917年
- 『バーナード・ショオ氏の結婚と恋愛に関する常識的意見』新潮社 1917年
- ピエエル・ロティ『お菊さん マダム・クリザンテエム』新潮社 1923年 のち岩波文庫
- ヴエデキント『春のめざめ 少年悲劇』岩波書店 1924年 のち文庫、角川文庫
- ジエーン・オースチン『高慢と偏見』国民文庫刊行会 1926年※ただし、同作品の第44章以降は平田禿木が翻訳。
- ヂョナサン・スウィフト『ガリヴァの旅』国民文庫刊行会 1927年 のち岩波文庫
- 『マリ・バシュキルツェフの日記』国民文庫刊行会 1927-28年
- 杉田玄白『蘭学事始』岩波文庫 1930年
- バアナアド・ショウ『聖女ヂョウン』岩波文庫 1932年
- シェイクスピア『マクベス』岩波文庫 1938年
- デフォー『ロビンソン・クルーソー』岩波文庫 1946年-1947年